# Edison Azcona
Edison Alexander Azcona Vélez (ur. 21 listopada 2003 w La Romana) – dominikański piłkarz z obywatelstwem amerykańskim występujący na pozycji skrzydłowego lub ofensywnego pomocnika, od 2024 roku zawodnik amerykańskiego Las Vegas Lights.
Jako dziecko wyemigrował wraz z rodziną do Stanów Zjednoczonych.